# Werra-Meißner-Kreis
Werra-Meißner-Kreis er en Landkreis i regierungsbezirk Kassel i den nordlige del af den tyske delstat Hessen.  
Den grænser til følgende landkreise: Göttingen (Niedersachsen), Eichsfeld, Unstrut-Hainich-Kreis og Wartburgkreis, Eisenach (Thüringen), Hersfeld-Rotenburg, Schwalm-Eder-Kreis i sydvest og Landkreis Kassel grænser op i vest.
Eschwege er den største by og fungere som administrationsby.

## Byer og kommuner
Kreisen havde 101017  indbyggere pr.  2018-12-31

| Byer | Kommuner |  |
| --- | --- |  |
| 1. Bad Sooden-Allendorf (8675) 2. Eschwege (19606) 3. Großalmerode (6402) 4. Hessisch Lichtenau (12359) 5. Sontra (7839) 6. Waldkappel (4249) 7. Wanfried (4179) 8. Witzenhausen (15167) | 1. Berkatal (1470) 2. Herleshausen (2806) 3. Meinhard (4574) 4. Meißner (2998) 5. Neu-Eichenberg (1826) 6. Ringgau (2884) 7. Wehretal (5002) 8. Weißenborn (981) |  |